# James F. Fixx
James Fuller Fixx (New York, 23 aprile 1932 – Hardwick, 20 luglio 1984) è stato uno scrittore statunitense, autore del best seller The Complete Book of Running pubblicato nel 1977, tradotto in italiano come Il libro della corsa, casa editrice Sonzogno, 1980.
Meglio noto come Jim Fixx, è conosciuto per aver aiutato la rivoluzione del fitness in America, divulgato lo sport della corsa e dimostrato i benefici del jogging per la salute.

## Vita e opere
Nato a New York, Fixx si laurea all'Oberlin College in Ohio. Suo padre, Calvin Fixx, era un redattore del popolare settimanale Time.
Jim Fixx era un socio Mensa, il club che riunisce le persone con il più alto quoziente intellettivo e pubblicò tre raccolte di giochi enigmistici: Games for the Super-Intelligent, More Games for the Super-Intelligent e Solve it!; la quarta di copertina del suo primo libro riportava: "...Ha passato il suo tempo a correre sulle strade e sui sentieri vicino a casa sua, allenandosi per la Maratona di Boston".
Fixx cominciò a correre nel 1967 all'età di 35 anni. Era in sovrappeso e fumava due pacchetti di sigarette al giorno. Dieci anni dopo, quando The Complete Book of Running fu pubblicato, era dimagrito di quasi 30 chili e aveva smesso di fumare. Il libro vendette oltre un milione di copie e rimase per undici settimane al primo posto nella classifica dei libri più venduti.
Nel 1980, Fixx ne scrisse il seguito dal titolo: Jim Fixx's Second Book of Running: The Companion Volume to The Complete Book of Running.
Nel 1982 pubblicò Jackpot!, la storia di quello che gli accadde dopo la pubblicazione diThe Complete Book of Running, quando ebbe modo di sperimentare la 'grande macchina americana del successo', essendo diventato più ricco e famoso di quanto avrebbe mai potuto immaginare.
Maximum Sports Performance, pubblicato postumo, analizza i benefici fisici e psicologici dello sport, come ad esempio accrescere l'autostima e imparare a controllare la pressione arteriosa per affrontare meglio l'ipertensione.

## Morte
Il 20 luglio 1984, Fixx muore all'età di 52 anni a causa di un infarto fulminante, dopo la sua corsa giornaliera, sulla Vermont Route 15 ad Hardwick. L'autopsia rivelò che una forma di aterosclerosi aveva bloccato un'arteria coronarica al 95%, un'altra all'85% e una terza al 70%.

## Opere
- Fixx, James, Games for the Super-Intelligent (1972) Doubleday
- Fixx, James, More Games for the Super-Intelligent (1976) Doubleday
- Fixx, James, The Long Distance Runner: A Definitive Study - preface by James Fixx, edited by Paul Milvy (1977) ISBN 0-89396-000-4
- Fixx, James, The Complete Book of Running (Hardcover) Random House; 1st edition (1977) ISBN 0-394-41159-5
- Fixx, James, Solve It! by James F. Fixx (1978) Doubleday
- Fixx, James, Jim Fixx's Second Book of Running (Hardcover) Random House; 1st ed edition (1980) ISBN 0-394-50898-X
- Fixx, James, Jackpot! (1982) Random House; ISBN 0-394-50899-8
- Fixx, James, (with Nike Sports Research Laboratory) Maximum Sports Performance: How to Achieve Your Full Potential in Speed, Endurance, Strength and Coordination (1985) ISBN 0-394-53682-7

## Video
- Fixx, Jim, Jim Fixx On Running (Laserdisc), MCA Videodisc, INC.; (1980) Color, 53 minutes